# Peracca conspicuithorax
Peracca conspicuithorax är en insektsart som beskrevs av Griffini 1897. Peracca conspicuithorax ingår i släktet Peracca och familjen vårtbitare. Inga underarter finns listade i Catalogue of Life.